# Melocactus lanssensianus
Melocactus lanssensianus es una especie botánica de plantas en la familia de las Cactaceae. Es endémica del sudeste de Pernambuco, Brasil donde se encuentra en las áreas rocosas y desiertos áridos. Está tratada en peligro de extinción por pérdida de hábitat. 

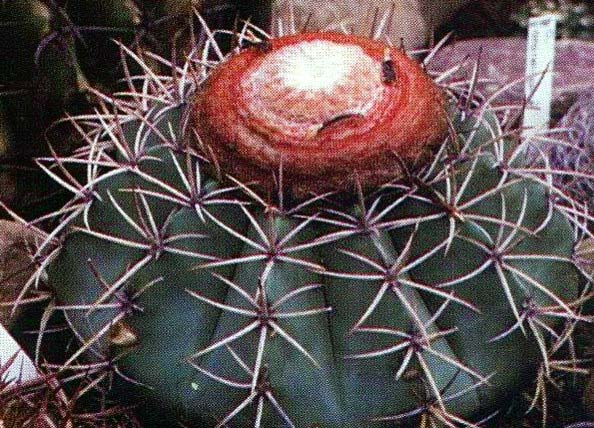
Vista de la planta

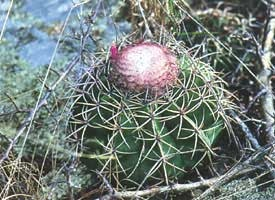
Vista de la planta

## Descripción
Melocactus lanssensianus es de color gris-verdoso, con cuerpo deprimido esférico que aalcanzan un tamaño de hasta 8 centímetros de altura y un diámetro de 14 centímetros. Por lo general tiene 12 afiladas costillas disponibles. Las  espinas son de color gris más o menos rosado a pardo amarillento. Las espinas centrales individuales se doblan hacia arriba y miden de 3 a 3,5 cm de largo y las 7 a 11 espinas radiales son curvadas y alcanzan una longitud de 3,5 a 4 centímetros. El cefalio es de color rojo a color salmón y mide hasta 2,5 centímetros y alcanza un diámetro de 7 cm. Las flores son cleistógamas que significa que se mantienen cerradas y son autofértiles. Los frutos son de color rosa y de hasta 1,7 cm.

## Taxonomía
Melocactus lanssensianus fue descrita por (Britton & Rose) Vaupel y publicado en Succulenta (Netherlands) 65: 26–29, 61–63. 1986.
Etimología
Melocactus: nombre genérico, utilizado por primera vez por Tournefort, proviene del latín melo, abreviación de melopepo (término con que Plinio el Viejo designaba al melón). Se distingue de las demás cactáceas cilíndricas por tener un cefalio o gorro rojo, razón por la que los primeros españoles que llegaron a Sudamérica le llamaban "gorro turco".
lanssensianus: epíteto otorgado en honor del experto en cactus belga Etienne Lanssens.